# Драма на охоте (телеспектакль)
«Драма на охоте» — телевизионный спектакль, снятый по мотивам одноименной повести А. П. Чехова.

## В ролях
- Юрий Яковлев — Сергей Петрович Камышев, судебный следователь
- Наталия Дрожжина — Ольга Николаевна Скворцова, дочь лесничего
- Александр Кайдановский — Алексей Карнеев, граф
- Владимир Самойлов — Пётр Егорович Урбенин, управляющий графа
- Анатолий Кацынский — редактор
- Николай Пажитнов — Николай Игнатьевич Калинин, мировой судья
- Элеонора Шашкова — Созя, жена Карнеева
- Агнесса Петерсон — дама на свадьбе
- Александр Граве — Павел Иванович Вознесенский, уездный врач
- Нина Русланова — Тина, цыганка из хора
- Александр Галевский — Кузьма, мужик графа
- Николай Лебедев — Илья, лакей графа
- Вячеслав Бровкин — Каэтан Казимирович Пшехоцкий, брат Сози
- Владимир Покровский — Поликарп
- Нина Нехлопоченко — цыганка
- Владимир Колчин — священник

## О фильме
Фильм — одна из первых киноролей Александра Кайдановского,

Его партнерами были великолепные мастера Юрий Яковлев и Владимир Самойлов. Кайдановский оказался достойным их компании.— Евгений Цымбал — «Он был такой персонаж, который заглядывал в бездну…» // Киноведческие записки, № 47, 2000
Для Юрия Яковлева это редкий фильм с криминальным сюжетом, возможности которого он высоко ценил:

я играл Камышева в телеспектакле по повести А. Чехова «Драма на Охоте» — чем вам не криминальный сюжет? Но какие характеры дала нам возможность сыграть эта Повесть — и мне, и В. Самойлову, и А. Кайдановскому, и Н. Руслановой, и А. Кацынскому. Разве можно сравнить с современной бесконечной «мочиловкой».— Между прошлым и будущим / Юрий Яковлевич Яковлев — М.: АСТ, 2003. — 319 с. — стр. 252